# SS Mopang
SS Mopang a fost o navă de transport (cargou) construită în anul 1920 la șantierul naval Submarine Boat Co. din Newark, New Jersey, S.U.A., deținut de Electric Boat Company (care devine mai târziu General Dynamics). 
Nava a fost concepută în conformitate cu un program special al US Shipping Board pentru construirea unui număr de 150 de nave identice, cu scopul de a compensa pentru pierderile din primul război mondial. 
SS Mopang s-a scufundat pe 1 iulie 1921 după ce a lovit o mină marină din Primul Război Mondial, lângă portul Burgas, Bulgaria.

Epava se află în mare parte intactă la adâncimea de 32 metri. 
Detalii tehnice:
- deplasament: 3545  tdw
- dimensiuni: 102,3 x 14,1 x 7,6 m
- putere: motor cu abur de 1500 CP
- viteză: 10,5  Nd
- echipaj: 39